# 中国社会科学院研究生院
中国社会科学院研究生院（简称社科院研究生院；英文：Graduate School of Chinese Academy of Social Sciences，缩写为GSCASS）隶属于中國社會科學院，成立于1978年，是中华人民共和国教育史上第一所以人文社会科学为主的研究生院。

## 历史
1977年，原中国科学院哲学社会科学部的14个研究所独立出来组建中国社会科学院，同时胡乔木等社科院领导决定筹建研究生院。1978年2月26日，新华社发布了社科院研究生院招生信息，招生的目的是“为了培养又红又专的哲学社会科学专门人才，加速建立一支宏大的马克思主义理论队伍”。参加第一届研究生入学考试的全国各地考生多达5433名，最后招生录取的研究生共计448名。
社科院研究生院早期的招生考试制度比较灵活。1979年，报考政治经济学专业需要在报名时提交一篇论文，根据论文核发准考证。考试科目包括政治、外语、语言逻辑、政治经济学基础、数学和常识等六门。政治考试强调见解，不评分，只作录取时的参考。考生可以根据自己实际情况同时申请多种外语，但外语程度较差者可以申请免试。数学既可选考初等数学，也可选高等数学，还可两种同时选考。常识则包括自然科学、社会科学、文学、历史、地理等各方面内容。1983年，社科院研究生院开始招收博士研究生，第一届共招收14个专业22人，马洪、于光远、宦乡、费孝通、任继愈、刘大年、钱俊瑞、赵凤歧等将担任指导教师。1985年，社科院研究生院开始招收海外进修生。
到 1988 年时，研究生院共招收了 11 届硕士研究生，计 2028 人；此外，还招收了两届研究生班，授予硕士学位共 1598 人；还有 59 名博士毕业生获得了博士学位。
社科院研究生院形成了独一无二的“集中办院、按所设系、分片教学、统一管理”的办学体制和办学模式。它培养的很多学生，活跃在政、学、商各界，成为推动改革开放进程、引领思想文化潮流的中坚力量。
此后，社科院研究生院的招生规模稳定增长，并从 1997 年开始招收外国留学博士、硕士研究生，2000 年开始招收港澳台博士、硕士研究生。2009 年，社科院研究生院已经成为中国人文和社会科学学科设置最完整的一流研究生院，拥有一级学科博士、硕士学位授权点 11 个；二级学科博士学位授权点 80 个、硕士学位授权点 87 个；自主设置博士授权点 2 个、硕士授权点 11 个；还有公共管理硕士、社会工作硕士、工商管理硕士、金融硕士、税务硕士、文物与博物馆硕士和法律硕士 7 个专业学位授权点。目前在校研究生 1600 多人，其中港澳台地区和外国留学研究生 100 多人。截至 2008 年 7 月初，研究生院共授予博士学位 2574 人、硕士学位 4198 人、专业硕士学位 339 人。

2017年，中国社会科学院在合併中国社会科学院研究生院、中国青年政治学院本科的基础上成立中国社会科学院大学，并计划在青岛建设校区。
2018 年 9 月，中国社会科学院研究生院的学位授予权调整至中国社会科学院大学，中国社会科学院研究生院的学位授予单位资格不再保留。从 2019 年开始招收的研究生，由中国社会科学院大学授予学位。但是，中国社会科学院研究生院建制仍然单独存在，并不隶属于中国社会科学院大学。

## 历任院长
1. 周　扬（1978－1982年）
2. 温济泽（1982－1985年）
3. 胡　绳（1985－1990年）
4. 江　流（1990－1991年）
5. 浦　山（1991－1994年）
6. 方克立（1994－2000年）
7. 李铁映（2000－2002年）
8. 武　寅（2002－2007年）
9. 刘迎秋（2007－2013年）
10. 黄晓勇（2013－2019年）

## 教学研究
“按所设系、分片教学”的特点让社科院研究生院拥有名称独特的系别设置，如少文系（少数民族文学系）和西亚非系（西亚非洲系）等，与中国社会科学院相仿，社科院研究生院也有6大教研部。

| - 文学系 - 少数民族文学系 - 外国文学系 - 新闻学与传播学系 - 语言学系 - 语言文字应用系 - 马克思主义研究系 - 哲学系 - 世界宗教研究系 - 历史系 - 近代史系 - 世界历史系 - 考古系 - 中华人民共和国国史系 - 中国边疆史系 | - 法学系 - 政治学系 - 社会学系 - 民族学系 - 社会发展系 - 经济系 - 工业经济系 - 农村发展系 - 农村发展系 - 财政与贸易经济系 - 数量经济与技术经济系 - 投资经济系 - 城市发展研究系 - 人口与劳动经济系 - 政府政策与公共管理系 - 金融系 - 世界经济与政治系 - 美国研究系 - 欧洲研究系 - 俄罗斯东欧中亚研究系 - 日本研究系 - 亚洲太平洋研究系 - 西亚非洲系 - 拉丁美洲系 |  |

## 校园生活

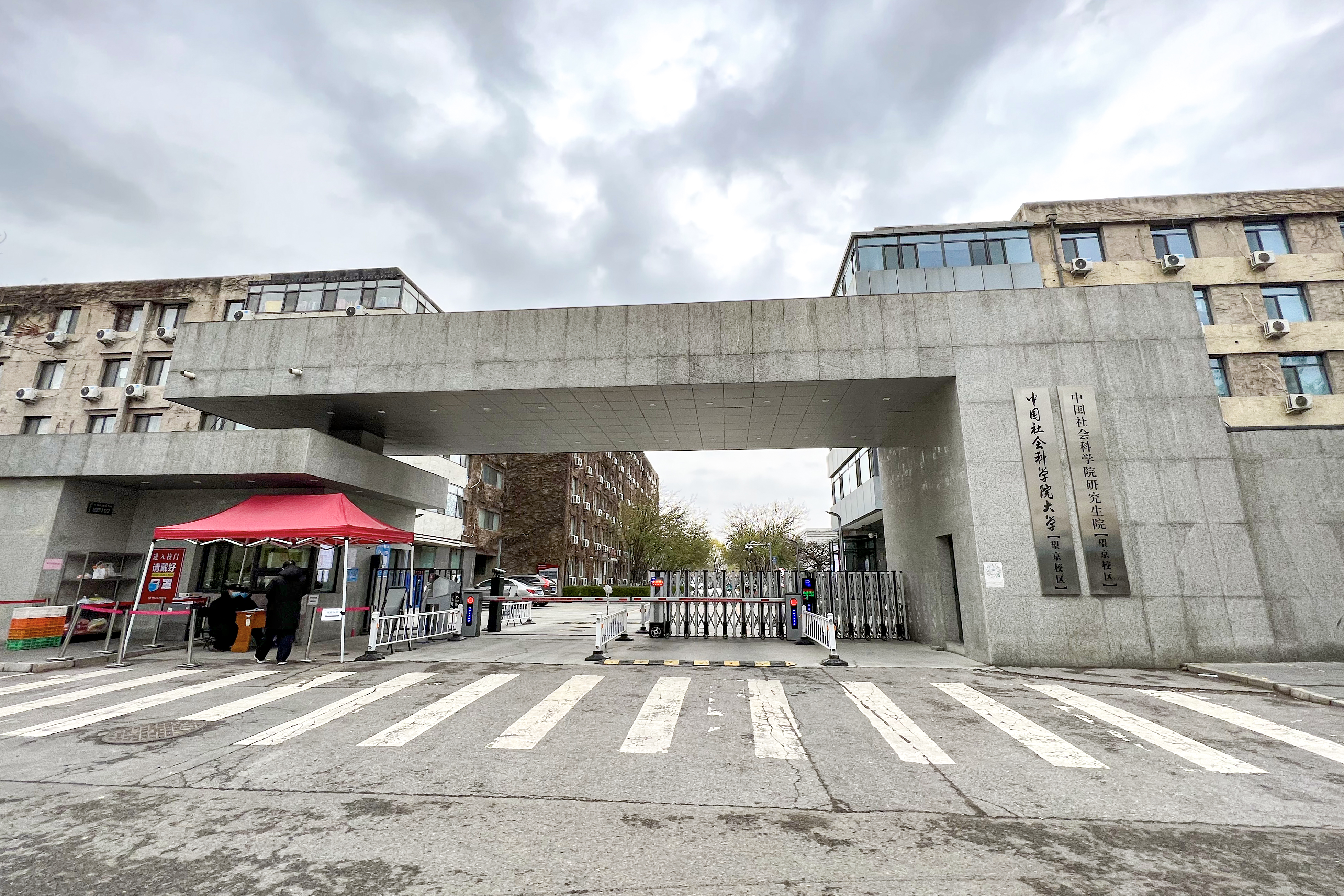
望京校区

研究生院创立之时，没有自己的校园，走的是一条先招生后建校园的办学之路。起初，在北京师范大学等多处展转办学。直到1985年新学期开学，研究生院才搬迁到现在的校址——朝阳区望京中环南路一号。
就占地面积来说，社科院研究生院可能是中国最小的研究生院。社科院研究生院望京校区占地面积37.8亩（不含花家地临时学生宿舍），因此常被称为“三十七亩园”或者“小院”。另外一点不同于其他高校的是，社科院研究生院整体上比较完好地保存了80年代中国普通高校的基础设施风格。这种风格也被认为是社科院研究生院能够保持一流学术水平的原因之一。
鉴于狭小的校园和落后的办学条件妨碍了研究生院的进一步发展，2008年4月，社科院研究生院新校区在北京市房山区良乡奠基，2011年3月，社科院研究生院已主体入住良乡校区。良乡新校区正式开工后，研究生院校园将由原来的37.8亩扩大到600多亩。

## 地理位置与交通
社科院研究生院位于北京东北角的望京地区。望京街道办事处辖区总面积10.36平方公里，由花家地、南湖渠、望京三大居住区组成。设有花家地、南湖两个派出所。现有社会单位4000余家，17个社区居委会、8个社区居委会筹备组和1个待拆迁平房区，人口约21万人，其中流动人口约5万人。该地区的一大特色是聚居着大量（约占该地区总人口的三分之一）的韩国人。
社科院研究生院距离中国社会科学院总部较远，离社科院研究生院最近的地铁站為北京地铁14号线的“望京南站”。